# Opsilia
Genre
Opsilia est un sous-genre de coléoptères de la famille des Cerambycidae. 

## Espèces rencontrées en Europe
- Opsilia coerulescens (Scopoli, 1763)
  - Opsilia coerulescens coerulescens (Scopoli, 1763)
  - Opsilia coerulescens cretensis (Breuning, 1947)
- Opsilia molybdaena (Dalman, 1817)
- Opsilia schurmanni (Fuchs, 1971)
- Opsilia uncinata (Redtenbacher, 1842)

## Liste d'espèces
Selon Catalogue of Life (26 août 2014) :
- Opsilia aspericollis
- Opsilia badenkoi
- Opsilia bucharica
- Opsilia chinensis
- Opsilia coerulescens
- Opsilia irakensis
- Opsilia malachitica
- Opsilia molybdaena
- Opsilia prasina
- Opsilia schurmanni
- Opsilia tenuilinea
- Opsilia transcaspica
- Opsilia uncinata
- Opsilia varentzowi